# Antônio Carlos Valadares
Antônio Carlos Valadares, né le 6 avril 1943 à Simão Dias (Sergipe), est un homme politique brésilien.

## Biographie
Fils d'un ancien maire de Simão Dias et député de l'État de Sergipe, il se lance en politique avant même d'avoir fini ses études de chimie industrielle et de droit. Il est élu maire de Simão Dias en 1966 pour l'Alliance rénovatrice nationale (ARENA), puis député de l'État de Sergipe en 1970 et en 1974. 
Élu député fédéral en 1978, il abandonne son siège pour devenir secrétaire à l'Éducation de l'État du Sergipe dans le gouvernement d'Augusto Franco (1979-1981), puis reprend sa place à la Chambre en 1981. En 1982, il est élu vice-gouverneur du Sergipe pour le Parti démocratique social (PDS). Passé au Partido da frente liberal (PFL), il devient gouverneur du Sergipe en 1986, poste qu'il assume pendant un mandat.
En 1995, il est élu sénateur du Sergipe et est réélu en 2002 et 2010. Il échoue cependant aux élections municipales d'Aracaju en 2000.

## Famille
Il est le père d'Antônio Carlos Valadares Filho, dit Valadares Filho, et l'oncle de Pedro Valadares, tous deux députés fédéraux pour le Sergipe.